# Yahoo!検索大賞
Yahoo!検索大賞（ヤフーけんさくたいしょう）は、Yahoo! JAPANが2014年に創設した賞。Yahoo! JAPANの検索エンジン「Yahoo!検索」において、前年から検索数が最も上昇した人物・作品・製品を表彰する。

## 概要
3つのカテゴリー「パーソン（人物）」「作品（カルチャー）」「製品（プロダクト）」に属する複数の表彰部門があり、パーソンカテゴリーで一番検索された人物が大賞に選ばれる。
第3回（2016年）からは「ローカルカテゴリー」が新設され、47都道府県ごとの利用者による、その地域に関する検索急上昇ワードを選出した。
第8回（2021年）では「プロダクトカテゴリー」と「ローカルカテゴリー」を廃止し、「パーソンカテゴリー」と「カルチャーカテゴリー」のみに縮小された。第9回（2022年）からは「プロダクトカテゴリー」が復活し、第10回（2023年）からは「ネクストブレイクカテゴリー」が新設されている（詳細は#受賞歴を参照）。第11回（2024年）は、「人物カテゴリー」「作品カテゴリー」「商品カテゴリー」「お出かけスポットカテゴリー」のカテゴリー名で発表された。

## 受賞歴

### 第1回（2014年）
2014年12月8日に発表。
- 大賞：羽生結弦
- パーソンカテゴリー
  - 俳優部門：市川海老蔵
  - 女優部門：石原さとみ
  - お笑い芸人部門：日本エレキテル連合
  - アスリート部門：羽生結弦
  - スペシャル部門：HIKAKIN
  - モデル部門：筧美和子
  - ミュージシャン部門：SEKAI NO OWARI
  - アイドル部門：橋本環奈（Rev. from DVL）
- カルチャーカテゴリー
  - ドラマ部門：花子とアン
  - 小説部門：ルーズヴェルト・ゲーム
  - ゲーム部門：モンスターストライク
  - 映画部門：アナと雪の女王
  - アニメ部門：妖怪ウォッチ
- プロダクトカテゴリー
  - コスメ部門：ルナソルアイシャドウ（カネボウ化粧品）
  - 車部門：ハスラー（スズキ）
  - 家電部門：レイコップ（レイコップ・ジャパン）
  - お取り寄せ部門：八雲もち（御菓子所ちもと）
  - 飲料部門：アーモンド効果（グリコ）

### 第2回（2015年）
2015年12月9日に発表。
- 大賞：三代目 J Soul Brothers from EXILE TRIBE
- パーソンカテゴリー
  - 俳優部門：窪田正孝
  - 女優部門：広瀬すず
  - お笑い芸人部門：8.6秒バズーカー
  - アスリート部門：五郎丸歩
  - モデル部門：藤田ニコル
  - ミュージシャン部門：三代目 J Soul Brothers from EXILE TRIBE
  - アイドル部門：Hey!Say!JUMP
  - 作家部門：又吉直樹
  - 声優部門：金田朋子
- カルチャーカテゴリー
  - ドラマ部門：まれ
  - 小説部門：火花
  - ゲーム部門：モンスターストライク
  - 映画部門：ジュラシック・ワールド
  - アニメ部門：暗殺教室
- プロダクトカテゴリー
  - コスメ部門：イヴ・サンローラン 口紅（イヴ・サンローラン）
  - 車部門：S660（ホンダ）
  - 家電部門：ダイソン 掃除機（ダイソン）
  - お取り寄せ部門：できたてポテトチップス（菊水堂）
  - 飲料部門：爽健美茶（日本コカ・コーラ）
  - スイーツ部門：セブンカフェ ドーナツ（セブン-イレブン）

### 第3回（2016年）
2016年12月7日に発表。
- 大賞：ディーン・フジオカ
- パーソンカテゴリー
  - 俳優部門：ディーン・フジオカ
  - 女優部門：高畑充希
  - お笑い芸人部門：カズレーザー（メイプル超合金）
  - アスリート部門：福原愛
  - モデル部門：りゅうちぇる
  - ミュージシャン部門：藤原さくら
  - アイドル部門：欅坂46
  - 作家部門：村田沙耶香
  - 声優部門：中村悠一
- カルチャーカテゴリー
  - ドラマ部門：真田丸
  - 小説部門：君の膵臓をたべたい
  - ゲーム部門：ポケモンGO
  - 映画部門：君の名は。
  - 流行語部門：PPAP
  - スペシャル部門：卓球
- プロダクトカテゴリー
  - コスメ部門：婚活リップ（エスティローダー）
  - 車部門：エスティマ（トヨタ）
  - 家電部門：PlayStation VR （ソニー・インタラクティブエンタテインメント）
  - お取り寄せ部門：メンチカツ（格之進）
  - 飲料部門：メッツ（キリンビバレッジ）
  - スイーツ部門：幸せのパンケーキ
  - 食品部門：スーパー大麦グラノーラ

### 第4回（2017年）
2017年12月6日に発表。
- 大賞：ブルゾンちえみ
- パーソンカテゴリー
  - 俳優部門：高橋一生
  - 女優部門：吉岡里帆
  - お笑い芸人部門：ブルゾンちえみ
  - アスリート部門：アン・シネ
  - モデル部門：泉里香
  - ミュージシャン部門：安室奈美恵
  - アイドル部門：欅坂46
  - 作家部門：カズオ・イシグロ
  - 声優部門：諏訪部順一
  - スペシャル部門（男性）：藤井聡太
  - スペシャル部門（女性）：永野芽郁
- カルチャーカテゴリー
  - アニメ部門：けものフレンズ
  - 映画部門：美女と野獣
  - ゲーム部門：ドラゴンクエストXI 過ぎ去りし時を求めて
  - 小説部門：夫のちんぽが入らない
  - ドラマ部門：コード・ブルー -ドクターヘリ緊急救命-
  - 流行語部門：忖度
- プロダクトカテゴリー
  - 飲料部門：爽健美茶（日本コカ・コーラ）
  - お取り寄せ部門：ルタオ チーズケーキ
  - 家電部門：Nintendo Switch （任天堂）
  - クルマ部門：ハリアー（トヨタ）
  - コスメ部門：OPERA リップティント
  - 食品部門：乃が美 「生」食パン
  - スイーツ部門：治一郎のバウムクーヘン

### 第5回（2018年）
2018年12月5日に発表。
- 大賞：King & Prince
- パーソンカテゴリー
  - 俳優部門：中村倫也
  - 女優部門：今田美桜
  - お笑い芸人部門：ひょっこりはん
  - アスリート部門：羽生結弦
  - モデル部門：Kōki,
  - ミュージシャン部門：安室奈美恵
  - アイドル部門：King & Prince
  - 声優部門：小林由美子
  - 作家部門：矢部太郎（カラテカ）
  - スペシャル部門（男性）：羽生結弦
  - スペシャル部門（女性）：大坂なおみ
- カルチャーカテゴリー
  - アニメ部門：ポプテピピック
  - 映画部門：グレイテスト・ショーマン
  - ゲーム部門：モンスターハンター：ワールド
  - 小説部門：夫のちんぽが入らない
  - ドラマ部門：半分、青い。
  - 流行語部門：大迫半端ないって
- プロダクトカテゴリー
  - 飲料部門：綾鷹（日本コカ・コーラ）
  - お取り寄せ部門：ルタオ チーズケーキ
  - 家電部門：iPhone 8（Apple）
  - クルマ部門：ジムニー（スズキ）
  - コスメ部門：オペラ リップティント
  - 食品部門：乃が美 「生」食パン
  - スイーツ部門：赤いサイロ（清月）

### 第6回（2019年）
2019年12月4日に発表。当初予定されていた部門のうち、パーソンカテゴリーのスペシャル部門賞とプロダクトカテゴリーのお取り寄せ部門賞は、受賞者都合により発表されなかった。
- 大賞：横浜流星
- パーソンカテゴリー
  - 俳優部門：横浜流星
  - 女優部門：蒼井優
  - お笑い芸人部門：りんごちゃん
  - アスリート部門：渋野日向子
  - モデル部門：ゆきぽよ
  - ミュージシャン部門：あいみょん
  - アイドル部門：日向坂46
  - 声優部門：梶裕貴
  - 作家部門：尾田栄一郎
- カルチャーカテゴリー
  - アニメ部門：鬼滅の刃
  - 映画部門：天気の子
  - ゲーム部門：ドラゴンクエストウォーク
  - 小説部門：十二国記
  - ドラマ部門：あなたの番です
  - 流行語部門：令和
- プロダクトカテゴリー
  - 飲料部門：ゴンチャ タピオカミルクティー
  - 家電部門：IQOS（フィリップモリスジャパン）
  - クルマ部門：RAV4（トヨタ）
  - コスメ部門：BOTANIST ボタニカルクレンジング
  - 食品部門：乃が美 「生」食パン
  - スイーツ部門：ローソン バスチー

### 第7回（2020年）
2020年12月9日に発表。
- 大賞：佐藤健
- パーソンカテゴリー
  - 俳優部門：佐藤健
  - 女優部門：上白石萌音
  - お笑い芸人部門：フワちゃん
  - アスリート部門：朝倉未来
  - モデル部門：山之内すず
  - ミュージシャン部門：Official髭男dism
  - アイドル部門：NiziU
  - 声優部門：花江夏樹
  - 作家部門：辻仁成
  - スペシャル部門：藤井聡太
- カルチャーカテゴリー
  - アニメ部門：鬼滅の刃
  - 映画部門：劇場版 鬼滅の刃 無限列車編
  - ゲーム部門：あつまれ どうぶつの森（任天堂）
  - 小説部門：ペスト（アルベール・カミュ）
  - ドラマ部門：半沢直樹
  - 流行語部門：Zoom
- プロダクトカテゴリー
  - 飲料部門：こだわりレモンサワー 檸檬堂（日本コカ・コーラ）
  - お取り寄せ部門：白い恋人（石屋製菓）
  - 家電部門：Nintendo Switch（任天堂）
  - クルマ部門：ヤリス クロス（トヨタ）
  - コスメ部門：V3ファンデーション
  - 食品部門：ねこねこ食パン
  - スイーツ部門：misdo meets PIERRE HERME

### 第8回（2021年）
2021年11月25日にカルチャーカテゴリーが発表され、12月9日に大賞とパーソンカテゴリーが発表された。今回からこの2カテゴリーのみの発表となり、プロダクトカテゴリーの発表は無くなった。また、この2カテゴリーも部門数を減らしている。
- 大賞：大谷翔平
- パーソンカテゴリー
  - 俳優部門：眞栄田郷敦
  - 女優部門：真木よう子
  - お笑い芸人部門：有吉弘行
  - アスリート部門：大谷翔平
  - モデル部門：生見愛瑠（めるる）
  - ミュージシャン部門：BTS（防弾少年団）
  - アイドル部門：BE:FIRST
  - 声優部門：三石琴乃
- カルチャーカテゴリー
  - アニメ部門：東京リベンジャーズ
  - 映画部門：シン・エヴァンゲリオン劇場版
  - ゲーム部門：ウマ娘 プリティーダービー
  - ドラマ部門：おかえりモネ

### 第9回（2022年）
2022年12月5日に、大賞、パーソンカテゴリー、カルチャーカテゴリーが発表され、昨年無かったプロダクトカテゴリーも今年は発表された。
- 大賞：羽生結弦
- パーソンカテゴリー
  - 俳優部門：松本若菜
  - ミュージシャン部門：なにわ男子
  - アスリート部門：羽生結弦
  - お笑い芸人部門：JP
  - 声優部門：種﨑敦美
- カルチャーカテゴリー
  - アニメ部門：SPY×FAMILY
  - 映画部門：トップガン マーヴェリック
  - ゲーム部門：スプラトゥーン3
  - ドラマ部門：鎌倉殿の13人
  - 楽曲部門：残響散歌
- プロダクトカテゴリー
  - プロダクト：iPhone 14

### 第10回（2023年）
2023年12月5日発表。新たにネクストブレイクカテゴリーが発表された。
- 大賞：大谷翔平
- パーソンカテゴリー
  - 俳優部門：山田裕貴
  - ミュージシャン部門：新しい学校のリーダーズ
  - アスリート部門：大谷翔平
  - お笑い芸人部門：とにかく明るい安村
  - 声優部門：宮野真守
  - スペシャル部門：岡田彰布、栗山英樹、藤井聡太
- カルチャーカテゴリー
  - アニメ部門：【推しの子】
  - 映画部門：君たちはどう生きるか
  - ゲーム部門：ゼルダの伝説 ティアーズ オブ ザ キングダム
  - ドラマ部門：VIVANT
  - 楽曲部門：アイドル（YOASOBI）
- ネクストブレイクカテゴリー
  - 人物部門：＃KTちゃん、シクフォニ、林祐衣
  - 商品部門：赤ちゃんスクイーズ、ぬいポーチ、ビヨット

### 第11回（2024年）
2024年12月4日発表。人物カテゴリー、作品カテゴリー、商品カテゴリー、お出かけスポットカテゴリーのカテゴリー名で発表された。
- 大賞：大谷翔平
- 人物カテゴリー
  - 俳優部門：河合優実
  - ミュージシャン部門：Number_i
  - アスリート部門：大谷翔平
  - お笑い芸人部門：やす子
  - 声優部門：菊池こころ
  - スペシャル部門：森香澄
- 作品カテゴリー
  - アニメ部門：マッシュル-MASHLE-
  - 映画部門：劇場版ハイキュー!! ゴミ捨て場の決戦
  - ゲーム部門：龍が如く8
  - ドラマ部門：虎に翼
  - 楽曲部門：Bling-Bang-Bang-Born
- 商品カテゴリー
  - 飲料・食品部門：未来のレモンサワー
  - 家電部門：オムロン ウェアラブル血圧計
  - ファッション部門：ウーフォス サンダル
  - 自動車部門：トヨタ・ランドクルーザー250
- お出かけスポットカテゴリー
  - 遊園地・テーマパーク部門：東京ディズニーシー ファンタジースプリングス
  - カルチャー施設部門：神戸須磨シーワールド
  - 商業施設部門：豊洲 千客万来
- ネクストブレイクカテゴリー
  - 人物部門：CANDY TUNE、きゅるりんってしてみて、3House、BOYNEXTDOOR、ライアン鈴木
  - 商品部門：ちゃん系ラーメン、ドバイチョコレート、めじるしアクセサリー、ラブブ、リッププランパー

## 過去の期間限定企画
- 2014年3月31日には、1日（24時間）限定で同日に最終回を迎えた『森田一義アワー 笑っていいとも!』（フジテレビ系列）とのコラボレーション企画を行った。
- 2015年11月5日から12月31日[注釈 2]には、同年11月21日・28日放送の『世にも奇妙な物語 25周年記念!秋の2週連続SP』トモダチ（フジテレビ系列）の番組宣伝を兼ねて、検索エンジンで「ががばば」と検索すると、とあるギミックが発動するという仕掛けが登場する珍現象（発動前に注意が表示され、音声なしもしくはスキップも可能）を起こすコラボレーション企画を行った。また、ギミック終了後は「世にも奇妙な物語」の検索結果が表示され、そこからスピンオフ動画を見ることができた[14]（世にも奇妙な物語#連動企画も参照）。